# Crypturellus parvirostris
Crypturellus parvirostris là một loài chim trong họ Tinamidae.